# Susan G. Finley

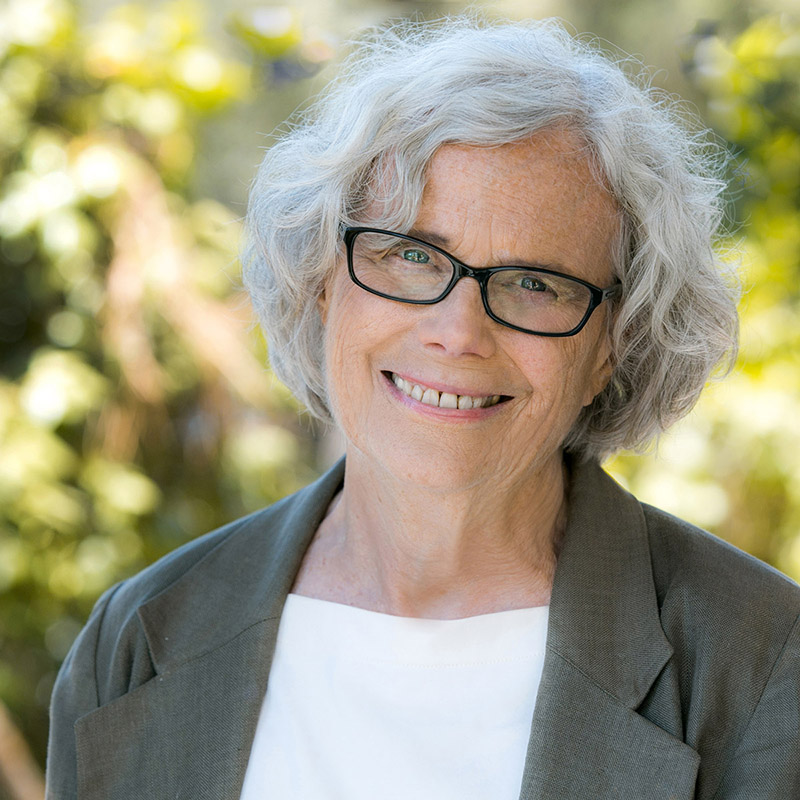
Sue Finley

Susan G. „Sue“ Finley  (* um 1936 in Kalifornien) ist eine US-amerikanische Softwareentwicklerin. Sie ist derzeit die dienstälteste Mitarbeiterin der NASA und wurde ursprünglich 1958 eingestellt, um an Flugbahnberechnungen für Raketenstarts zu arbeiten. Heute ist sie Software-Testerin und Subsystem-Ingenieurin.

## Leben und Werk
Finley begann 1955 das Studium der Kunst und Architektur am Scripps College in Claremont (Kalifornien), mit der ursprünglichen Absicht, Architektin zu werden. Mit 21 Jahren verließ sie das Scripps College, um als Ingenieurin in einer Thermodynamikabteilung bei dem Flugzeughersteller Convair in Pomona (Kalifornien) zu arbeiten. Nach der Heirat mit Pete Finley, mit dem sie zwei Söhne bekam, zog sie 1957 nach San Gabriel (Kalifornien).

## Tätigkeiten am Jet Propulsion Laboratory
Sie arbeitete noch ein Jahr lang bei Convair, bis sie 1958 eine Stelle am Jet Propulsion Laboratory (JPL) in Pasadena (Kalifornien) annahm, wo sie als Menschlicher Computer arbeitete und Flugbahnen für Raketen von Hand berechnete. Vor dem Inkrafttreten des National Aeronautics and Space Act (NASA) von 1958 wurde die Verantwortung für die Erforschung des Weltraums in den USA in erster Linie als militärisches Unterfangen angesehen. Kurz danach übernahm die NASA die Kontrolle über das bereits in den 1930er Jahren gegründete Jet Propulsion Laboratory (JPL). Zwei Tage nach der Einstellung von Finley startete das Jet Propulsion Laboratory mit Explorer 1 den ersten Satelliten der USA.
Finley unterbrach ihre Tätigkeit am JPL in den ersten Beschäftigungsjahren zweimal, um die Ausbildung ihres Mannes zu unterstützen, und nahm für einige Zeit Mutterschaftsurlaub für ihre beiden Söhne, um 1969 dauerhaft zurückzukehren.
Das Aufkommen elektronischer Computer veränderte die Arbeitsweise der Computergruppe. Frauen wurden in der Programmiersprache Fortran geschult, da männliche Ingenieure die Programmierung in den 1960er Jahren größtenteils nicht selbst durchführen wollten. Es wurde als Frauenarbeit betrachtet und war nicht Teil der Berufsbeschreibung eines Ingenieurs. Während ihrer Karriere lieferte Finley sowohl manuelle Berechnungsarbeiten als auch FORTRAN-Programme im Rahmen von JPLs Missionen zum Mond, Mars, Merkur, Jupiter, Saturn, Uranus, Neptun und zur Venus im Ranger-, Mariner-, Pioneer-, Viking- und Voyager-Programm. 1962 ergab eine Berechnung von Finley, dass die Raumsonde Ranger 3 den Mond um 22.000 Meilen verfehlt hatte.
In den 1980er Jahren wechselte sie in den Bereich Engineering Subsystem und Software-Testing im Deep Space Network (DSN). In den 1990er und 2000er Jahren arbeitete sie an den Mars-Rover-Missionen mit und entwickelte eine Technologie, bei der Musiktöne in verschiedene Abstiegsphasen gesendet und an das DSN zurückgesendet wurden. Sie war im Goldstone Deep Space Communications Complex und im Canberra Deep Space Communication Complex stationiert, während die Landungen stattfanden und war die erste, die die Töne hörte, die bestätigten, dass die Lander ihre Reise zum Mars überlebt hatten. Ihre Arbeit an der Interpretation von Radiotönen zur Verfolgung von Raumfahrzeugen half 2004 bei der Mars Exploration Rover Mission die Spirit- und Opportunity-Rover zu landen und sorgte 2016 für eine sichere Ankunft der Raumsonde Juno im Jupiterorbit.

## Auszeichnungen
Finley erhielt mehrere NASA Group Achievement Awards. Ihr jahrelanges Engagement und ihr Dienst für die Nationale Luft- und Raumfahrtbehörde (NASA) haben sie zur dienstältesten Frau in der Raumfahrtbehörde gemacht.
- 2013: NASA Group Achievement Award, NASA (neun Zertifikate an Susan Finley vergeben)
- 2018: exceptional Public service medal, NASA

## Veröffentlichungen (Auswahl)
- Tracking Capability for Entry, Descent and Landing and its support to NASA Mars Exploration Rovers, 2004.[3]
- Receiver filters and records IF analog signals. National Aeronautics and Space Administration, 2009.[4]
- Improved spacecraft tracking and navigation using a Portable Radio Science Receiver. IEEE Xplore, 2013.[5]
- Sleuthing the MSL EDL performance from an X band carrier perspective. IEEE Xplore, 2013.[6]
- Design and implementation of a Deep Space Communications Complex downlink array. IEEE Xplore, 2014.[7]
- mit Andre P. Jongeling, Elliott H. Sigman, Kumar Chandra, Joseph T. Trinh, Robert Navarro, Stephen P. Rogstad, Charles E. Goodhart, Robert C. Proctor, Leslie A. White: A Deep Space Network Portable Radio Science Receiver. 2009, Electronics & Computers.
- mit David D. Morabito, Larry D'Addario: A comparison of atmospheric effects on differential phase for a two‐element antenna array and nearby site test interferometer. Radio Science, 51, S. 91–103.[8]